# Niesamowity Spider-Man 2
Niesamowity Spider-Man 2 (oryg. The Amazing Spider-Man 2) – amerykański fantastycznonaukowy film akcji z 2014 roku na podstawie serii komiksów o superbohaterze o tym samym pseudonimie wydawnictwa Marvel Comics. Za reżyserię odpowiadał Marc Webb na podstawie scenariusza Alexa Kurtzmana, Roberta Orciego i Jeffa Pinknera. Tytułową rolę zagrał Andrew Garfield, a obok niego w głównych rolach wystąpili: Emma Stone, Jamie Foxx, Dane DeHaan, Campbell Scott, Embeth Davidtz, Colm Feore, Paul Giamatti i Sally Field.
Peter Parker kontynuuje swoją walkę z przestępczością Nowego Jorku, musi ocalić miasto i chronić swoich bliskich.
Światowa premiera filmu miała miejsce 10 kwietnia 2014 roku w Londynie. W Polsce zadebiutował on 25 kwietnia tego samego roku. Film przy budżecie 293 milionów dolarów zarobił ponad 700 milionów. Otrzymał on mieszane oceny od krytyków. Jest on kontynuacją filmu Niesamowity Spider-Man z 2012. Dwa kolejne filmy zostały ostatecznie anulowane. Po drugim filmie studio zdecydowało się na kolejny reboot jako część franczyzy Filmowego Uniwersum Marvela z Tomem Hollandem w roli Spider-Mana.

## Streszczenie fabuły
Richard Parker, naukowiec pracujący dla Oscorp, nagrał wiadomość wideo wyjaśniającą jego zniknięcie. Później on i jego żona Mary zostają porwani na pokładzie prywatnego odrzutowca przez zabójcę, który zabił wcześniej pilota. Richard i Mary podejmują walkę z mężczyzną, która doprowadza do katastrofy samolotu, w wyniku czego wszyscy giną. Przed tym Richardowi udaje się wysłać nagraną wcześniej wiadomość wideo.
Obecnie Peter Parker, syn Richarda i Mary, nadal walczy z przestępczością jako Spider-Man. Wyrusza w pościg za Alekseiem Sytsevichem i zatrzymuje go. Parker spotyka się ze swoją dziewczyną Gwen Stacy podczas ich ceremonii ukończenia szkoły średniej. Postanawia spełnić obietnicę daną jej ojcu przed śmiercią i kończy ich związek. Przyjaciel Parker z dzieciństwa, Harry Osborn, wraca na Manhattan, aby zobaczyć się ze swoim śmiertelnie chorym ojcem, Normanem, dyrektorem Oscorp. Norman wyjaśnia mu, że jego choroba jest genetyczna, a Harry jest w wieku, w którym po raz pierwszy się pojawiły u niego objawy. Norman daje Harry’emu małe urządzenie, które zawiera dzieło jego życia. Następnego dnia Norman umiera, a Harry zostaje mianowany nowym dyrektorem Oscorp.
Podczas pracy w laboratorium Oscorp, inżynier elektryk Max Dillon przez przypadek zostaje porażony prądem i wpada do zbiornika z genetycznie zmodyfikowanymi węgorzami elektrycznymi. Zostaje zaatakowany przez nie, wskutek czego jego ciało zamienia się w żywy generator elektryczny. Tymczasem Parker próbuje utrzymać przyjaźń z Gwen, ale ona wyjawia mu, że planuje przeprowadzkę do Anglii, kiedy uda się jej zdobyć stypendium na Uniwersytecie Oksfordzkim. W trakcie ich rozmowy Dillon chodzi po Times Square i przypadkowo powoduje awarię zasilania. Po walce ze Spider-Manem zostaje zatrzymany. Dillon trafia do Ravencroft Institute, gdzie zostaje poddany badaniom przez niemieckiego naukowca Ashleya Kafkę.
W międzyczasie pojawiają się pierwsze symptomy choroby Harry’ego, który dzięki urządzeniu od ojca odkrywa, że krew Spider-Mana może go uratować. Prosi Parkera, który sprzedawał zdjęcia Spider-Mana do Daily Bugle, aby pomógł mu go odnaleźć. Parker odmawia z niepewności, jakie skutki miałaby transfuzja. Później pojawia się u Harry’ego jako Spider-Man, ale nadal nie wyraża zgody. Wiceprezes Oscorp, Donald Menken, wrabia Harry’ego w wypadek Dillona, usuwa go ze stanowiska dyrektora i przejmuje kontrolę nad firmą. Asystentka Harry’ego, Felicia Hardy, informuje go o sprzęcie, który może mu pomóc. Harry proponuje umowę Dillonowi, który nazywa siebie „Electro”. Ten zgadza się pomóc Harry’emu i zabija doktora Kafkę. W Oscorp Harry znajduje zbroję i inne wyposażenie wykonane przez swojego ojca, a także jad z genetycznie zmodyfikowanych pająków. Zmusza Menkena do wstrzyknięcia jadu, co przyspiesza chorobę Harry’ego i przekształca go w istotę podobną do goblina. Jednak wbudowany protokół awaryjny skafandra przywraca mu zdrowie i leczy chorobę.
Parker wykorzystuje informacje pozostawione przez ojca, aby odnaleźć wiadomość wideo, która znajduje na opuszczonej stacji metra. Richard wyjaśnia w nagraniu, że musiał odejść, ponieważ odmówił współpracy z Normanem dotyczącej produkcji broni biogenetycznej. Parker odsłuchuje wiadomość od Gwen, która informuje go, że dostała stypendium i wylatuje wcześniej, niż planowała. Parker spotyka się z Gwen i wyznaje jej miłość. Postanawiają, że razem polecą do Anglii. Electro powoduje kolejną awarię zasilania, a Parker podejmuje z nim walkę. Gwen wyrusza za nim i wspólnie przywracają zasilanie, co powoduje przeciążenie, które zabija Dillona.
Harry pojawia się na miejscu wyposażony w zbroję i sprzęt po ojcu. Widząc Gwen i Spider-Mana razem, odgaduje, że jest nim Parker. Przysięga sobie zemstę za odmowę transfuzji krwi i porywa Gwen, którą zabiera na szczyt wieży zegarowej. Parkerowi udaje się pokonać Harry’ego. Próbując powstrzymać przed upadkiem z wieży Gwen, łapie ją w swoje sieci, wskutek czego nieumyślnie powoduje jej śmierć z powodu urazu kręgosłupa. Zrozpaczony Parker postanawia zakończyć karierę jako Spider-Man.
Pięć miesięcy później Harry uwięziony w Ravencroft zmaga się z następstwami swojej transformacji. Jego współpracownik, Gustav Fiers, odwiedza Harry’ego i obaj rozmawiają o tworzeniu własnej drużyny. Harry wskazuje Fiersowi na Sytsevicha. Później Sytsevich zostaje wyciągnięty z więzienia i po wyposażeniu w elektromechaniczną zbroję,  po ulicach, nazywa siebie „Rhino” szalejąc. Parker po przypomnieniu sobie mowy dyplomowej Gwen, postanawia powrócić do roli Spider-Mana i konfrontuje się ze Sytsevichem.

## Obsada
| Polski dubbing |
| • Marcin Bosak jako Peter Parker / Spider-Man • Monika Dryl jako Gwen Stacy • Wojciech Paszkowski jako Max Dillon / Electro • Marcin Hycnar jako Harry Osborn / Zielony Goblin • Janusz Wituch jako Richard Parker • Agnieszka Kunikowska jako Mary Parker • Cezary Morawski jako Donald Menken • Grzegorz Pawlak jako Aleksei Sytsevich / Rhino • Ewa Wencel jako May Parker |

- Andrew Garfield jako Peter Parker / Spider-Man, nastolatek, który zyskał nadludzkie zdolności wskutek ugryzienia przez genetycznie zmodyfikowanego pająka i po zabójstwie wujka decyduje się na walkę z przestępczością jako „Spider-Man”. Wychowywany jest przez ciocię May[4].
- Emma Stone jako Gwen Stacy, koleżanka z liceum i dziewczyna Parkera[5].
- Jamie Foxx jako Max Dillon / Electro, ekscentryczny inżynier elektryk pracujący dla Oscorpu, który wskutek wypadku zyskuje zdolność generowania wyładowań elektrycznych[6].
- Dane DeHaan jako Harry Osborn / Zielony Goblin, wieloletni przyjaciel Parkera i syn Normana Osborna[7].
- Campbell Scott jako Richard Parker, ojciec Petera, mąż Mary[8].
- Embeth Davidtz jako Mary Parker, matka Petera i żona Richarda[8].
- Colm Feore jako Donald Menken, wiceprezes i szef zarządu Oscorpu[9].
- Paul Giamatti jako Aleksei Sytsevich / Rhino, zabójca pracujący dla rosyjskiej mafii, który później zaczyna współpracować z Harrym, od którego otrzymuje potężną zbroję podobną do nosorożca[9].
- Sally Field jako May Parker, ciocia Petera[8].

Swoje role z poprzedniego filmu powtórzyli: Denis Leary jako George Stacy, ojciec Gwen; Kari Coleman jako Helen Stacy, matka Gwen oraz Michael Massee jako Gustav Fiers. W filmie wystąpili: Chris Cooper jako Norman Osborn, ojciec Harry’ego i założyciel Oscorpu; Felicity Jones jako Felicia Hardy, asystentka Normana Osborna, a później Harry’ego; Marton Csokas jako Ashley Kafka, szef Ravencroft Institute oraz B.J. Novak jako Alistair Smythe, szef Dillona.
W roli cameo pojawił się twórca postaci, Stan Lee.

## Produkcja

### Rozwój projektu

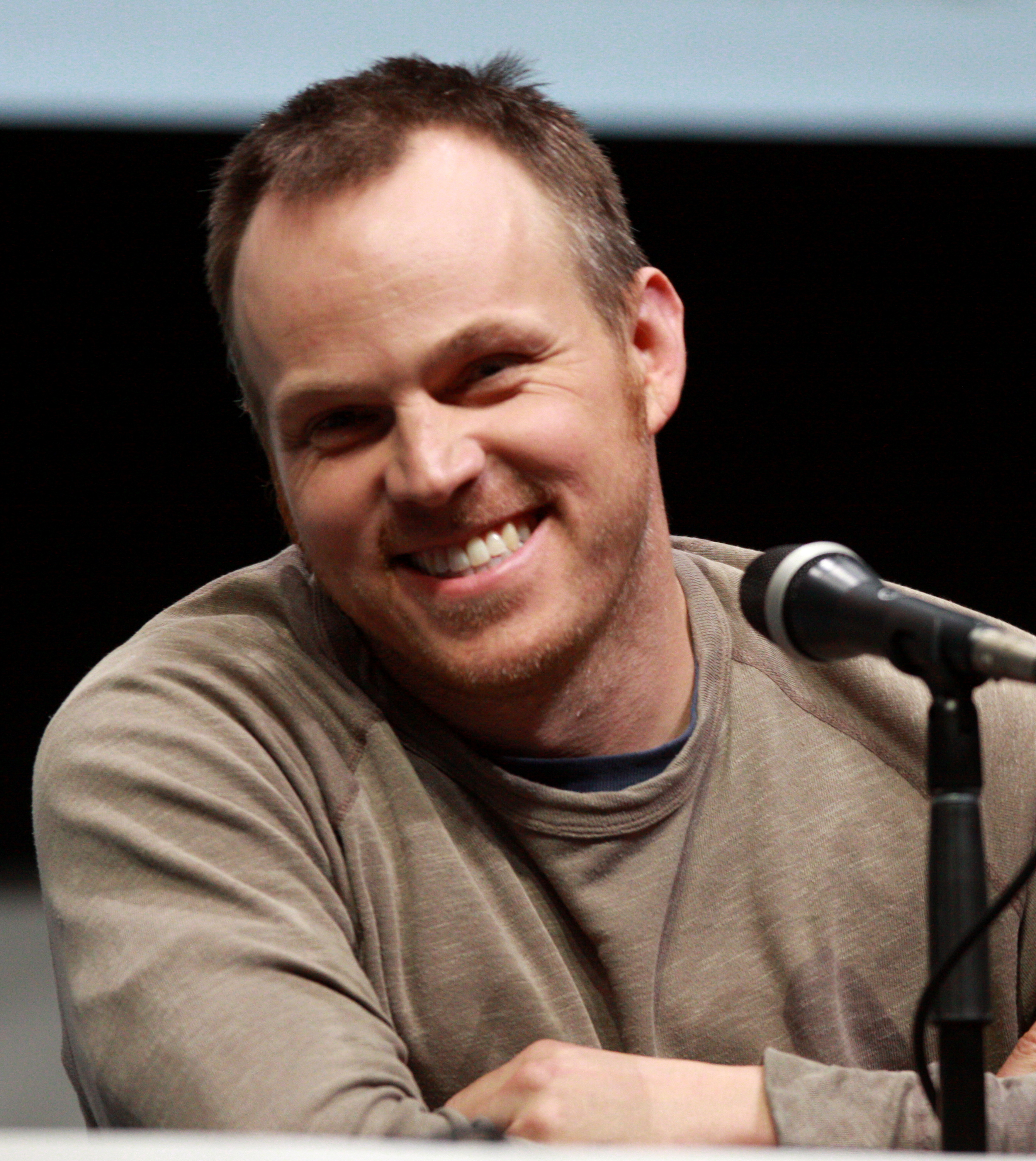
Marc Webb, reżyser filmu

W sierpniu 2011 roku, jeszcze przed premierą pierwszej części, Sony Pictures wyznaczyło datę premiery sequela na 2014 rok. We wrześniu 2012 roku potwierdzono powrót Marca Webba na stanowisku reżysera filmu. Poinformowano też wtedy, że scenariusz napisali Alex Kurtzman, Roberto Orci i Jeff Pinkner na podstawie szkicu stworzonego przez Jamesa Vanderbilta. Producentami zostali Avi Arad i Matt Tolmach.

### Casting
W grudniu 2010 roku Emma Stone ujawniła, że podpisała kontrakt na kilka filmów. W lipcu 2012 roku J.K. Simmons wyraził chęć powtórzenia roli J. Jonaha Jamesona z trylogii Sama Raimiego. We wrześniu tego samego roku poinformowano, że Andrew Garfield powtórzy rolę Petera Parkera oraz fakt, że Stone negocjuje umowę powrotu w roli Gwen Stacy. W październiku studio zaproponowało Shailene Woodley rolę Mary Jane Watson. Potwierdzony został też wtedy powrót Stone. Na początku listopada poinformowano, że Jamie Foxx prowadzi rozmowy ze studiem dotyczące roli Electro. W grudniu aktor potwierdził angaż do tej roli.
W tym samym miesiącu Dane DeHaan otrzymał rolę Harry’ego Osborna. Studio brało pod uwagę również Sama Claflina, Eddiego Redmayne’a, Douglasa Bootha, Boyda Holbrooka, Aldena Ehrenreicha i Brady’ego Corbeta. W lutym do obsady dołączyli Paul Giamatti, Colm Feore, Felicity Jones i Chris Cooper.

### Zdjęcia i postprodukcja
Zdjęcia do filmu rozpoczęły się 4 lutego 2013 roku. Całość zdjęć została realizowana w Nowym Jorku. Praca na planie zakończyła się 25 czerwca tego samego roku. Za zdjęcia odpowiadał Daniel Mindel, scenografią zajął się Mark Friedberg, a kostiumy zaprojektowała Deborah Lynn Scott.
Montażem zajął się Pietro Scalia. Efekty specjalne przygotowało studio Sony Pictures Imageworks, a odpowiadał za nie Jerome Chen.

## Muzyka
James Horner, który skomponował muzykę do pierwszego filmu, odrzucił propozycję napisania muzyki o sequela. W lipcu 2013 roku Marc Webb poinformował, że do skomponowania muzyki do filmu zatrudniony został Hans Zimmer. Ścieżka dźwiękowa The Amazing Spider-Man 2: The Original Motion Picture Soundtrack z muzyką Zimmera została wydana 22 kwietnia 2014 roku przez Columbia Records i Madison Gate Records. Została wydana również edycja dwupłytowa albumu. Część utworów została napisana przez specjalnie stworzoną grupę The Magnificent Six złożoną z Pharrella Williamsa, Mike’a Einzigera, Junkie XL, Johnny’ego Marra, Andrew Kawczynskiego i Steve’a Mazzaro.
| The Amazing Spider-Man 2: The Original Motion Picture Soundtrack (Standard edition) – 2014 | The Amazing Spider-Man 2: The Original Motion Picture Soundtrack (Standard edition) – 2014 | The Amazing Spider-Man 2: The Original Motion Picture Soundtrack (Standard edition) – 2014 | The Amazing Spider-Man 2: The Original Motion Picture Soundtrack (Standard edition) – 2014 | The Amazing Spider-Man 2: The Original Motion Picture Soundtrack (Standard edition) – 2014 |
| Nr                                                                                         | Tytuł utworu                                                                               | Autor                                                                                      | Wykonawca                                                                                  | Długość                                                                                    |
| ------------------------------------------------------------------------------------------ | ------------------------------------------------------------------------------------------ | ------------------------------------------------------------------------------------------ | ------------------------------------------------------------------------------------------ | ------------------------------------------------------------------------------------------ |
| 1.                                                                                         | „I’m Electro”                                                                              | H. Zimmer                                                                                  |                                                                                            | 0:46                                                                                       |
| 2.                                                                                         | „There He Is”                                                                              | H. Zimmer                                                                                  |                                                                                            | 1:53                                                                                       |
| 3.                                                                                         | „I’m Spider-Man”                                                                           | H. Zimmer                                                                                  |                                                                                            | 1:00                                                                                       |
| 4.                                                                                         | „My Enemy”                                                                                 | H. Zimmer                                                                                  |                                                                                            | 8:04                                                                                       |
| 5.                                                                                         | „Ground Rules”                                                                             | H. Zimmer                                                                                  |                                                                                            | 1:17                                                                                       |
| 6.                                                                                         | „Look at Me”                                                                               | H. Zimmer                                                                                  |                                                                                            | 3:09                                                                                       |
| 7.                                                                                         | „You Need Me”                                                                              | H. Zimmer                                                                                  |                                                                                            | 3:09                                                                                       |
| 8.                                                                                         | „So Much Anger”                                                                            | H. Zimmer                                                                                  |                                                                                            | 2:09                                                                                       |
| 9.                                                                                         | „I Need to Know”                                                                           | H. Zimmer                                                                                  |                                                                                            | 4:28                                                                                       |
| 10.                                                                                        | „Sum Total”                                                                                | H. Zimmer                                                                                  |                                                                                            | 2:50                                                                                       |
| 11.                                                                                        | „I Chose You”                                                                              | H. Zimmer                                                                                  |                                                                                            | 1:34                                                                                       |
| 12.                                                                                        | „We’re Best Friends”                                                                       | H. Zimmer                                                                                  |                                                                                            | 2:16                                                                                       |
| 13.                                                                                        | „Still Crazy”                                                                              | H. Zimmer                                                                                  |                                                                                            | 2:42                                                                                       |
| 14.                                                                                        | „You’re That Spider Guy”                                                                   | H. Zimmer                                                                                  |                                                                                            | 4:51                                                                                       |
| 15.                                                                                        | „It’s On Again”                                                                            | P. Williams, A. Keys, H. Zimmer, K. Lamar                                                  | Alicia Keys, Kendrick Lamar                                                                | 3:50                                                                                       |
| 16.                                                                                        | „Song for Zula”                                                                            | M. Houck                                                                                   | Phosphorescent                                                                             | 6:09                                                                                       |
| 17.                                                                                        | „That’s My Man”                                                                            | P. Williams                                                                                | Liz                                                                                        | 3:47                                                                                       |
| 18.                                                                                        | „Here”                                                                                     | P. Williams, J. Marr, H. Zimmer                                                            | Pharrell Williams                                                                          | 4:38                                                                                       |
| 19.                                                                                        | „Honest”                                                                                   | J. James Rutherford, Z. Abels, J. Freedman, M. Margott, M. Eu’el Solomon, A. Young         | The Neighbourhood, Menelik Eu’el Solomon, Adam Young                                       | 3:57                                                                                       |
| 20.                                                                                        | „Electro Remix”                                                                            | A. Risk, H. Zimmer, P. Williams, Junkie XL                                                 | Alvin Risk, Hans Zimmer                                                                    | 3:27                                                                                       |
|                                                                                            |                                                                                            |                                                                                            |                                                                                            | 1:05:56                                                                                    |

| The Amazing Spider-Man 2: The Original Motion Picture Soundtrack (Deluxe Edition, CD1) – 2014 | The Amazing Spider-Man 2: The Original Motion Picture Soundtrack (Deluxe Edition, CD1) – 2014 | The Amazing Spider-Man 2: The Original Motion Picture Soundtrack (Deluxe Edition, CD1) – 2014 | The Amazing Spider-Man 2: The Original Motion Picture Soundtrack (Deluxe Edition, CD1) – 2014 |
| Nr                                                                                            | Tytuł utworu                                                                                  | Autor                                                                                         | Długość                                                                                       |
| --------------------------------------------------------------------------------------------- | --------------------------------------------------------------------------------------------- | --------------------------------------------------------------------------------------------- | --------------------------------------------------------------------------------------------- |
| 1.                                                                                            | „I’m Electro”                                                                                 | H. Zimmer                                                                                     | 0:46                                                                                          |
| 2.                                                                                            | „There He Is”                                                                                 | H. Zimmer                                                                                     | 1:53                                                                                          |
| 3.                                                                                            | „I’m Spider-Man”                                                                              | H. Zimmer                                                                                     | 1:00                                                                                          |
| 4.                                                                                            | „My Enemy”                                                                                    | H. Zimmer                                                                                     | 8:04                                                                                          |
| 5.                                                                                            | „Ground Rules”                                                                                | H. Zimmer                                                                                     | 1:17                                                                                          |
| 6.                                                                                            | „Look at Me”                                                                                  | H. Zimmer                                                                                     | 3:10                                                                                          |
| 7.                                                                                            | „Special Project”                                                                             | H. Zimmer                                                                                     | 3:14                                                                                          |
| 8.                                                                                            | „You Need Me”                                                                                 | H. Zimmer                                                                                     | 3:09                                                                                          |
| 9.                                                                                            | „So Much Anger”                                                                               | H. Zimmer                                                                                     | 2:12                                                                                          |
| 10.                                                                                           | „I’m Moving to England”                                                                       | H. Zimmer                                                                                     | 1:03                                                                                          |
| 11.                                                                                           | „I’m Goblin”                                                                                  | H. Zimmer                                                                                     | 3:42                                                                                          |
| 12.                                                                                           | „Let Her Go”                                                                                  | H. Zimmer                                                                                     | 0:33                                                                                          |
| 13.                                                                                           | „You’re My”                                                                                   | H. Zimmer                                                                                     | 2:57                                                                                          |
| 14.                                                                                           | „I Need to Know”                                                                              | H. Zimmer                                                                                     | 4:28                                                                                          |
| 15.                                                                                           | „Sum Total”                                                                                   | H. Zimmer                                                                                     | 2:50                                                                                          |
| 16.                                                                                           | „I Chose You”                                                                                 | H. Zimmer                                                                                     | 1:34                                                                                          |
| 17.                                                                                           | „We’re Best Friends”                                                                          | H. Zimmer                                                                                     | 2:16                                                                                          |
| 18.                                                                                           | „Still Crazy”                                                                                 | H. Zimmer                                                                                     | 2:42                                                                                          |
| 19.                                                                                           | „The Rest of My Life”                                                                         | H. Zimmer                                                                                     | 2:28                                                                                          |
| 20.                                                                                           | „You’re That Spider Guy”                                                                      | H. Zimmer                                                                                     | 4:51                                                                                          |
|                                                                                               |                                                                                               |                                                                                               | 54:09                                                                                         |

| The Amazing Spider-Man 2: The Original Motion Picture Soundtrack (Deluxe Edition, CD2) – 2014 | The Amazing Spider-Man 2: The Original Motion Picture Soundtrack (Deluxe Edition, CD2) – 2014 | The Amazing Spider-Man 2: The Original Motion Picture Soundtrack (Deluxe Edition, CD2) – 2014 | The Amazing Spider-Man 2: The Original Motion Picture Soundtrack (Deluxe Edition, CD2) – 2014 | The Amazing Spider-Man 2: The Original Motion Picture Soundtrack (Deluxe Edition, CD2) – 2014 |
| Nr                                                                                            | Tytuł utworu                                                                                  | Autor                                                                                         | Wykonawca                                                                                     | Długość                                                                                       |
| --------------------------------------------------------------------------------------------- | --------------------------------------------------------------------------------------------- | --------------------------------------------------------------------------------------------- | --------------------------------------------------------------------------------------------- | --------------------------------------------------------------------------------------------- |
| 1.                                                                                            | „The Electro Suite”                                                                           | H. Zimmer                                                                                     |                                                                                               | 12:36                                                                                         |
| 2.                                                                                            | „Harry’s Suite”                                                                               | H. Zimmer                                                                                     |                                                                                               | 10:07                                                                                         |
| 3.                                                                                            | „Cold War”                                                                                    | H. Zimmer                                                                                     |                                                                                               | 3:28                                                                                          |
| 4.                                                                                            | „No Place Like Home”                                                                          | H. Zimmer                                                                                     |                                                                                               | 1:53                                                                                          |
| 5.                                                                                            | „It’s On Again”                                                                               | P. Williams, A. Keys, H. Zimmer, K. Lamar                                                     | Alicia Keys, Kendrick Lamar                                                                   | 3:50                                                                                          |
| 6.                                                                                            | „Song for Zula”                                                                               | M. Houck                                                                                      | Phosphorescent                                                                                | 6:09                                                                                          |
| 7.                                                                                            | „That’s My Man”                                                                               | P. Williams                                                                                   | Liz                                                                                           | 3:47                                                                                          |
| 8.                                                                                            | „Here”                                                                                        | P. Williams, J. Marr, H. Zimmer                                                               | Pharrell Williams                                                                             | 4:38                                                                                          |
| 9.                                                                                            | „Honest”                                                                                      | J. James Rutherford, Z. Abels, J. Freedman, M. Margott, M. Eu’el Solomon, A. Young            | The Neighbourhood, Menelik Eu’el Solomon, Adam Young                                          | 3:57                                                                                          |
| 10.                                                                                           | „Within the Web (First Day Jam)”                                                              | C. Russell, J. Marr, H. Zimmer, Junkie XL, P. Williams, M. Einziger, A. M. Simpson            | Czarina Russell, Hans Zimmer, The Magnificent Six                                             | 4:30                                                                                          |
| 11.                                                                                           | „The Edge”                                                                                    | J. McDougall, W. Taahi                                                                        | Tonight Alive                                                                                 | 3:03                                                                                          |
| 12.                                                                                           | „Electro Remix”                                                                               | A. Risk, H. Zimmer, P. Williams, Junkie XL                                                    | Alvin Risk, Hans Zimmer                                                                       | 3:27                                                                                          |
|                                                                                               |                                                                                               |                                                                                               |                                                                                               | 1:01:25                                                                                       |

## Wydanie
Światowa premiera filmu Niesamowity Spider-Man 2 miała miejsce 10 kwietnia 2014 roku w Londynie. Podczas wydarzenia uczestniczyła obsada i produkcja filmu oraz zaproszeni specjalni goście. Premierze tej towarzyszył czerwony dywan oraz szereg konferencji prasowych. Dla szerszej publiczności w Stanach Zjednoczonych zadebiutował 2 maja tego samego roku. Premiera w Polsce odbyła się 25 kwietnia tego samego roku.

## Odbiór

### Box office
Film przy budżecie 293 milionów dolarów zarobił ponad 700 milionów, z czego ponad 200 milionów w Stanach Zjednoczonych i Kanadzie.
Do największych rynków, poza Stanami Zjednoczonymi, należały: Chiny (94,4 miliona), Wielka Brytania (40,5 miliona), Korea Południowa (33,8 miliona), Japonia (30,3 miliona), Meksyk (28,5 miliona), Brazylia (24,9 miliona) i Francja (22,7 miliona). W Polsce film zarobił ponad 1,6 miliona dolarów.

### Krytyka w mediach
Film otrzymał mieszane oceny od krytyków. W serwisie Rotten Tomatoes 51% z 315 recenzji uznano za pozytywne, a średnia ocen wystawionych na ich podstawie wyniosła 5,8 na 10. Na portalu Metacritic średnia ważona ocen z 50 recenzji wyniosła 53 punkty na 100. Natomiast według serwisu CinemaScore, zajmującego się mierzeniem atrakcyjności filmów w Stanach Zjednoczonych, publiczność przyznała mu ocenę B+ w skali od F do A+.

### Nagrody i nominacje
| Rok  | Ceremonia              | Kategoria                                           | Nominowani                                                                                     | Rezultat  | Przypis |
| ---- | ---------------------- | --------------------------------------------------- | ---------------------------------------------------------------------------------------------- | --------- | ------- |
| 2014 | Teen Choice Awards     | Ulubiony aktor w filmie science-fiction / fantasy   | Andrew Garfield                                                                                | Nominacja | [ 33 ]  |
| 2014 | Teen Choice Awards     | Ulubiona aktorka w filmie science-fiction / fantasy | Emma Stone                                                                                     | Nominacja | [ 33 ]  |
| 2014 | Teen Choice Awards     | Ulubiony czarny charakter                           | Jamie Foxx                                                                                     | Nominacja | [ 33 ]  |
| 2014 | Teen Choice Awards     | Ulubiony pocałunek                                  | Andrew Garfield, Emma Stone                                                                    | Nominacja | [ 33 ]  |
| 2014 | Teen Choice Awards     | Ulubiony film fantasy / science-fiction             | Niesamowity Spider-Man 2                                                                       | Nominacja | [ 33 ]  |
| 2014 | Golden Schmoes Awards  | Największe rozczarowanie                            | Niesamowity Spider-Man 2                                                                       | Wygrana   | [ 34 ]  |
| 2014 | Golden Schmoes Awards  | Najgorszy film                                      | Niesamowity Spider-Man 2                                                                       | Nominacja | [ 34 ]  |
| 2015 | People’s Choice Awards | Ulubiony duet filmowy                               | Andrew Garfield, Emma Stone                                                                    | Nominacja | [ 35 ]  |
| 2015 | People’s Choice Awards | Ulubiony film akcji                                 | Niesamowity Spider-Man 2                                                                       | Nominacja | [ 35 ]  |
| 2015 | Kids’ Choice Awards    | Ulubiony film                                       | Niesamowity Spider-Man 2                                                                       | Nominacja | [ 36 ]  |
| 2015 | Kids’ Choice Awards    | Ulubiony aktor filmowy                              | Jamie Foxx                                                                                     | Nominacja | [ 36 ]  |
| 2015 | Kids’ Choice Awards    | Ulubiona aktorka filmowa                            | Emma Stone                                                                                     | Wygrana   | [ 36 ]  |
| 2015 | Kids’ Choice Awards    | Ulubiony aktor filmu akcji                          | Andrew Garfield                                                                                | Nominacja | [ 36 ]  |
| 2015 | Kids’ Choice Awards    | Ulubiony czarny charakter                           | Jamie Foxx                                                                                     | Nominacja | [ 36 ]  |
| 2015 | Saturn Awards          | Najlepsza adaptacja komiksu                         | Niesamowity Spider-Man 2                                                                       | Nominacja | [ 37 ]  |
| 2015 | Annie Awards           | Najlepsze efekty animowane w filmie aktorskim       | Charles-Felix Chabert, Daniel La Chapelle, R. Spencer Lueders, Klaus Seitschek, Chris Messineo | Nominacja | [ 38 ]  |
| 2015 | MTV Movie Awards       | Najlepszy pocałunek                                 | Andrew Garfield, Emma Stone                                                                    | Nominacja | [ 39 ]  |

## Anulowane kontynuacje i spin-offy
W 2013 roku Sony Pictures poinformowało, że Niesamowity Spider-Man 3 będzie miał premierę w 2016 roku. Alex Kurtzman, Roberto Orci i Jeff Pinkner ponownie mieli zająć się scenariuszem. Wyznaczona została również data czwartej części na 2018 roku. W trakcie rozwoju były również spin-offy serii. Sinister Six miał datę premiery zaplanowaną na 2016 rok. Stanowisko reżysera i scenarzysty objął Drew Goddard. Kurtzman, Orci i Ed Solomon zostali zatrudnieni do napisania scenariusza do Venoma. Kurtzman miał zająć się również jego reżyserią. We wstępnej fazie rozwoju były też filmy o Felicji Hardy / Black Cat ze scenariuszem Lisy Joy Nolan oraz Spider-Man 2099 z zaplanowaną datą premiery na koniec 2017 roku. Film o Venomie początkowo był planowany jako spin-off filmu Spider-Man 3 Sama Raimiego.
Początkowo studio przełożyło datę premiery trzeciej części na 2018 roku bez ustalania daty dla czwartej. Ostatecznie kontynuacje i spin-offy w planowanej wersji zostały anulowane.
W 2018 roku premierę miał film Venom w reżyserii  Rubena Fleischera i ze scenariuszem Scotta Rosenberga, Jeffa Pinknera, Kelly Marcel i Willa Bealla, który nie jest powiązany z żadnym filmem o Spider-Manie. W tytułowej roli wystąpił Tom Hardy.

## Reboot: Filmowe Uniwersum Marvela
W 2014 roku po ataku hackerskim wyciekły do opinii publicznej maile z Sony Pictures, w którym studio rozważało powrót Sama Raimiego na stanowisko reżysera, jak i nową serię w porozumieniu z Marvel Studios oraz włączeniu postaci do franczyzy Filmowego Uniwersum Marvela. W 2015 roku porozumienie między studiami zostało osiągnięte i w lutym oficjalnie poinformowano, że Spider-Man zostanie włączony do MCU. W roli Petera Parkera został obsadzony Tom Holland. Postać pojawiła się po raz pierwszy w filmie Kapitan Ameryka: Wojna bohaterów. W 2017 roku premierę miał Spider-Man: Homecoming w reżyserii Jona Wattsa. Głównym przeciwnikiem Spider-Mana został Michael Keaton jako Adrian Toomes / Vulture. W filmie pojawiły się postacie przedstawione w innych filmach franczyzy: Jon Favreau jako Happy Hogan, Gwyneth Paltrow jako Pepper Potts, Chris Evans jako Steve Rogers / Kapitan Ameryka, Martin Starr jako Roger Harrington i Robert Downey Jr. jako Tony Star / Iron Man. Holland później powtórzył swoją rolę w Avengers: Wojna bez granic z 2018 i Avengers: Koniec gry z 2019 roku.
W 2019 roku premierę miał drugi film z serii Spider-Man: Daleko od domu ponownie w reżyserii Wattsa. Antagonistą w filmie był Quentin Beck / Mysterio, którego zagrał Jake Gyllenhaal. Podobnie jak w pierwszej części pojawiły się też inne postacie z franczyzy. Ponownie pojawili się Favreau i Starr, ale również wystąpili: Samuel L. Jackson jako Nick Fury, Cobie Smulders jako Maria Hill, Ben Mendelsohn jako Talos i Sharon Blynn jako Soren. W sierpniu 2019 roku studia zakończyły współpracę wskutek braku porozumienia, natomiast miesiąc późnej Disney i Sony doszły do nowego porozumienia dotyczącego trzeciej części i jednego dodatkowego filmu, obu jako część MCU. Premiera trzeciej części, Spider-Man: Bez drogi do domu, odbyła się pod koniec 2021 roku. Holland powrócił w tytułowej roli, a Watts na stanowisku reżysera. Favreau i Starr oraz Benedict Cumberbatch jako Stephen Strange i Benedict Wong jako Wong powtórzyli swoje role z poprzednich filmów Filmowego Uniwersum Marvela. Ponadto w filmie pojawili się Tobey Maguire i Andrew Garfield w alternatywnych wersjach Petera Parkera, powtarzając swoje role z wcześniejszych filmów o Spider-Manie. Obok nich z tych filmów powrócili: Willem Dafoe jako Norman Osborn / Green Goblin, Alfred Molina jako Otto Octavius / Doktor Octopus, Jamie Foxx jako Max Dillon / Electro, Rhys Ifans jako Curt Connors / Jaszczur i Thomas Haden Church jako Flint Marko / Sandman.